# Péptido señal

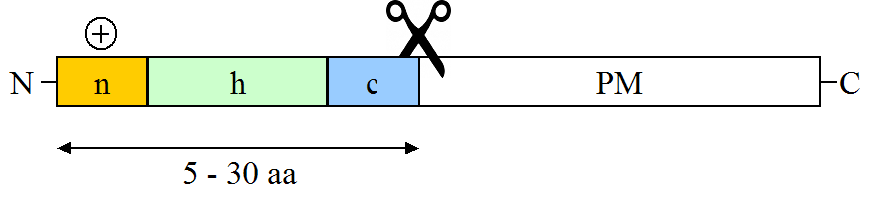
Representación esquemática de un péptido señal.

Un péptido señal es un secuencia particular formada por entre 5 y 30 aminoácidos, que son los primeros que aparecen cuando se está sintetizando la cadena polipeptídica. El péptido señal decide sobre el destino, la ruta de transporte y la eficiencia de secreción de una proteína.

## Historia
En 1971 Blobel propuso la primera hipótesis de la señal, que sugería que las proteínas poseen secuencias amino-terminales que determinan su exportación y localización celular. 
En 1975 se propuso un «canal» conductor de proteínas, que se alinearía con el gran túnel ribosómico observado.
Los péptidos señal (SP) pueden unirse a chaperonas para prevenir el plegamiento prematuro de la proteína en el citosol. Además los SP actúan como un «código postal» para clasificar las proteínas desde el citosol hasta la membrana. Por último, el SP activa la maquinaria de translocación, iniciando el proceso de translocación.
 Las peptidasas señal eliminarán los péptidos señal después de la translocación de la proteína.
La región c contiene el sitio de reconocimiento de la peptidasa señal. Los péptidos señal son importantes en diversos campos que van desde los mecanismos de secreción de proteínas hasta el diagnóstico de enfermedades, especialmente en la producción de proteínas recombinantes.

## Características

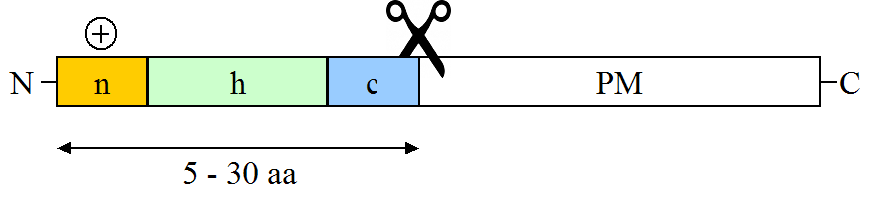
Representación esquemática de un péptido señal en color Naranja Hidrofilica, verde hidrofóbica, azul corte. PM= proteína.

Un péptido señal  tiene tres regiones distintas. Primero la región n, que tiene aminoácidos con carga positiva (Lys, Arg, His) o negativa (Asp, Glu), después la región h, que es hidrofóbica, y por último la región c, que contiene el sitio de reconocimiento para la peptidasa señal (SPase).

## Clases de péptidos señal
| Designación                                        | Composición                                                   | Compartimento de destino                          | Organismo                           |
| -------------------------------------------------- | ------------------------------------------------------------- | ------------------------------------------------- | ----------------------------------- |
| Señal de localización nuclear - clásica (NLS)      | -PKKKRKV-                                                     | Núcleo celular                                    | Eucariota //                        |
| Péptido señal de retención dentro del retículo     | Lys-Asp-Glu-Leu-COOH (KDEL)                                   | Retículo                                          | Eucariota                           |
| Secuencia para la autofagia mediada por chaperonas | Lys-Phe-Glu-Arg-Gln KFERQ                                     | citosol y lisosoma                                |                                     |
| Péptido señal dependiendo de proteína Sec          | Por ejemplo: H2N-MDWTWRVFCLLAVTPGAHP-                         | Retículo endoplasmático o fuera de la célula      | Eucariota                           |
| Mitochondrial targeting signal                     | 10-70 aminoácidos, por ejemplo: H2N-MLSLRQSIRFKPATRTLCSSRYLL- | Matriz mitocondrial                               | Eucariota                           |
| Peroxisomal targeting signal (PTS1)                | -S(A/C)-K(R/H)-L(M)-COOH                                      | Peroxisoma                                        | Eucariota                           |
| Peroxisomal targeting signal (PTS2)                | 9 aminoácidos (discontinuo)                                   | Peroxisoma                                        | Eucariota                           |
| twin-arginine signal peptide                       | -(S/T)-R-R-x-F-L-K-                                           | Envoltura celular bacteriana o fuera de la célula | Procariota                          |
| Péptido señal dependiendo de proteína Sec          | H2N-MIKLKFGVFFTVLLSSAYA-                                      | Envoltura celular bacteriana o fuera de la célula | Procariota / Bacteria Gram negativa |

Leyenda: 
H2N-  = extremo aminoterminal de la proteína.
-COOH = extremo carboxiterminal de la proteína.

### Retículo
Dos procesos dependen de péptidos señal amino-terminales escindibles (SP), sirven a la importación en los polipéptidos precursores son: la orientación de la membrana del RE y la inserción de proteínas de membrana nacientes. Los péptidos señal (SP) para la importación de proteínas al RE, comprenden alrededor de 25 aminoácidos y tienen una estructura tripartita con un extremo amino con carga positiva (definido como región N), una región hidrofóbica central (definida como región H) y un extremo carboxi ligeramente polar (definido como región C).

### Bacterias
Las proteínas exportadas en bacterias siguen varias vías: la de secreción general (Sec), el sistema de translocación de arginina gemela (Tat) o la insertasa de proteína de membrana simple YidC. 
La orientación de las preproteínas a estas vías depende de la vía selectiva para el péptido señal SP respectivo. Estos son el péptido señal Sec, el péptido señal de lipoproteína, el péptido señal Tat y el péptido señal de prepilina.